# 바이네케 고문서 도서관
바이네케 고문서 도서관(영어: Beinecke Rare Book & Manuscript Library)은 미국 뉴헤이븐의 예일 대학교에 있는 희귀 서적을 보관하고 있는 도서관 또는 아카이브이다. 희귀한 책을 보관하고 있는 도서관 중 세계에서 제일 크다. 바이네케 가문의 기부로 설립된 이 도서관은 대학으로부터 재정적으로 독립되어 있으며 대학 도서관과 예일(Yale Corporation)이 공동 관리하고 있다.
1963년에 완공되었으며, 미국의 건축회사 SOM의 건축가 고든 번샤프트가 설계했다. 2015년부터 2016년까지 HVAC 시스템 교체와 교육 및 전시 기능 확대를 위한 리모델링으로 인해 18개월 간 폐쇄되었었다.

## 건축

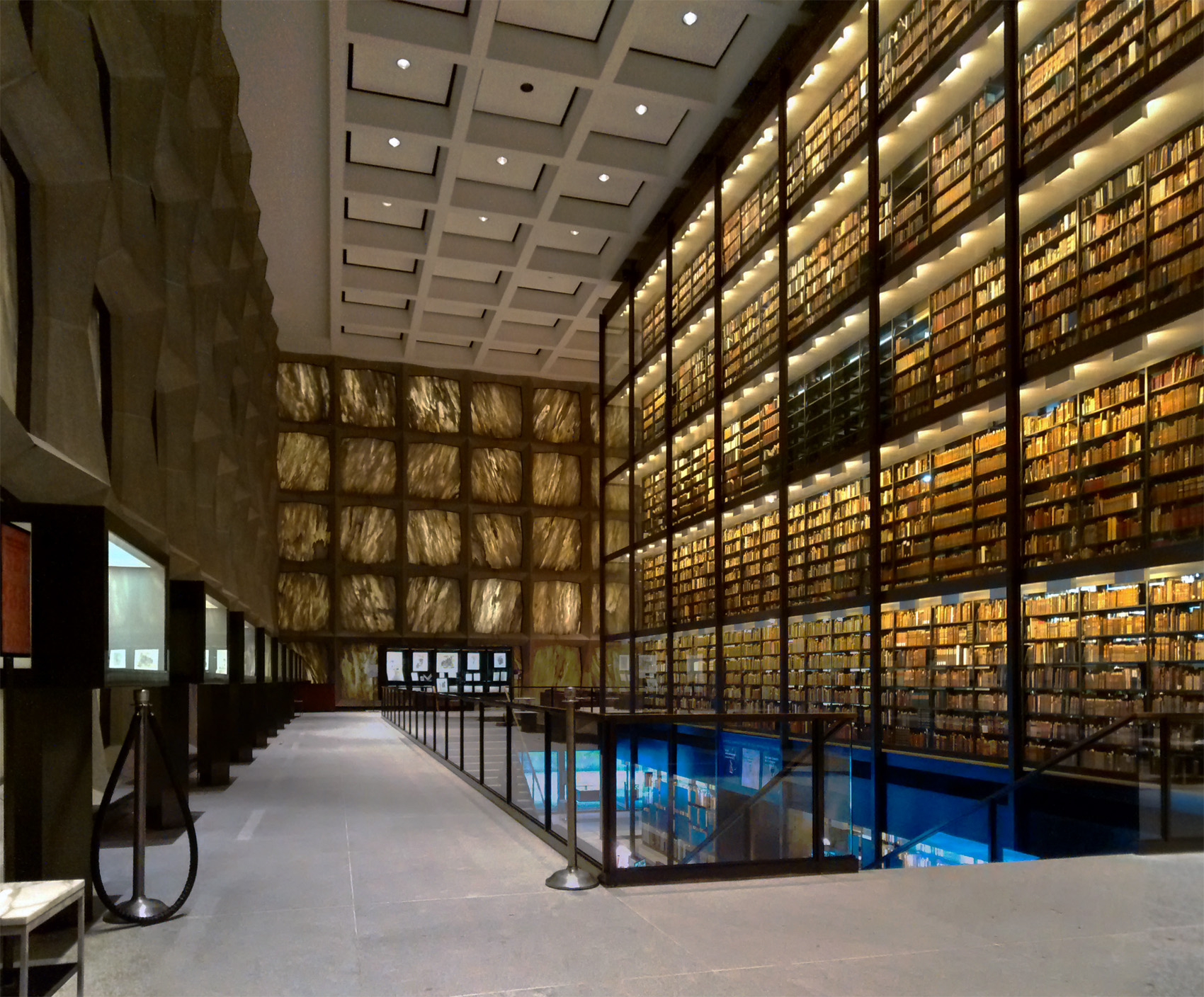
바이네케 고문서 도서관 내부 (2014)

바이네케 고문서 도서관은 국제 양식의 건축물이다. 유리로 둘러싸인 지상 6층의 도서 건축물은 건물 모서리에 있는 4개의 단일 기둥으로 지지되며 외관엔 창문이 없이 설계되었다. 건물 외부의 뼈대는 각 모퉁이 부두의 기반암까지 15m의 깊이로 매립된 철탑이 있는 강철 프레임으로 구조적으로 지지되며 외관은 반투명의 결이 있는 대리석과 화강암으로 이루어졌다. 버몬트주의 댄비 마을에서 채석된 대리석은 32mm(1.25in)의 두께로 가공되었으며 은은한 황금빛 호박색 빛으로 필터링 된 일광이 내부에 스며들 수 있도록 설계되었다.

## 같이 보기
- 보이니치 필사본